# یوداری سانچز
یوداری سانچز (به انگلیسی: Yudaris Sanchez؛ زادهٔ ۱۵ نوامبر ۱۹۹۷) یک کشتی‌گیر آزادکار اهل کوبا است. وی سابقه حضور در المپیک ۲۰۲۰ توکیو را دارد.